# Гайбраш Трипвуд
Га́йбраш У́лисс Три́пвуд (англ. Guybrush Ulysses Threepwood) — главный герой серии игр Monkey Island (с англ. — «Остров Обезьян»), юноша, желающий стать пиратом и постоянно вдохновляющий авторов этой серии на создание новых частей игры. Во всех играх (включая Special Edition первых двух частей) Гайбраша озвучивает актёр Доминик Армато.

## Имя
Своим сложным именем Гайбраш обязан автору дизайна игры Рону Гилберту, который, не зная, как назвать «будущего храброго пирата», дал ему имя guy (с англ. — «парень»), а расширение файла было .brush («кисть»), а фамилию Трипвуд герой получил благодаря целой семье Трипвудов (Фрипвудов) из произведений Пэлема Грэнвила Вудхауза.
Второе имя Улисс было раскрыто в «Escape from Monkey Island». После женитьбы Гайбраша на Элейн Марли, некоторые персонажи зовут его Гайбрашем Марли-Трипвуд, что выводит его из себя.
В «Tales of Monkey Island» становится известно, что существует некий Гайбраш Q. Трипвуд, с которым нашего героя иногда путают.

## Герой компьютерных игр
Сага о Гайбраше Трипвуде начинается с игры «Тайна острова обезьян» (англ. The Secret of Monkey Island), выпущенной в 1990 году компанией LucasArts (в то время ещё LucasFilm Games). Юный Гайбраш попадает на карибский остров Мêлéй (фр. Mêlée) с намерением стать пиратом. Чтобы осуществить свою мечту, Гайбраш должен пройти три испытания (The Three Trials). Однако он влюбляется в губернатора острова Элейн Марли, которую похищает коварный пират-призрак ЛеЧак. Купив корабль и набрав команду, Гайбраш бросается в погоню за злодеем и попадает на таинственный остров Обезьян (англ. Monkey Island). После долгих приключений Гайбраш встречается лицом к лицу со своим могущественным соперником и побеждает в неравной схватке.
В игре «Monkey Island 2: LeChuck's Revenge» (1991) Гайбраш отправляется на поиски легендарного сокровища «Большой Шум» (англ. Big Whoop). Однако происходит непредвиденное — ЛеЧак возрождается в образе зомби, и Гайбраша вновь ждёт конфронтация со старым врагом.
Противоборство Гайбраша и ЛеЧака, который после каждого поражения переходит в новое «агрегатное состояние», является лейтмотивом и всех остальных частей серии игр «Monkey Island». После некоторого перерыва последовали продолжения: «The Curse of Monkey Island» (1997) и «Escape from Monkey Island» (2000) от LucasArts, а гораздо позже появился сезонный сериал от компании Telltale Games — «Tales of Monkey Island» (2009).

## Значение Гайбраша Трипвуда
Гайбраш не только является главным героем шести игр серии Monkey Island, но и упоминается в некоторых других играх от LucasArts, а также в играх иных производителей. В частности, ссылку на Гайбраша Трипвуда можно встретить в таких играх, как:
- The Longest Journey
- Fall from Heaven II (модификация для Civilization IV)
- Star Wars: The Force Unleashed II
- Indiana Jones and the Infernal Machine (пасхалка и смена облика Индианы Джонса через чит-код)
- Sea of Thieves

## Критика и отзывы
- Трипвуд получил 38 место в списке пятидесяти лучших персонажей компьютерных игр по версии книги рекордов Гиннесса в 2011 году[2][3].
- Журнал Empire поставил Гайбраша на седьмое место в списке 50 величайших персонажей компьютерных игр[1].